# João Café Filho
João Fernandes Campos Café Filho (IPA: [ˈʒuɐ̃w feɾˈnɐ̃dis ˈkɐ̃pus kaˈfɛ ˈfiʎu]) (Natal (Brasile), 3 febbraio 1899 – Rio de Janeiro, 20 febbraio 1970) è stato un giornalista, politico e avvocato brasiliano, presidente del Brasile dal 24 agosto 1954 al 9 novembre 1955, il primo uomo politico di religione protestante ad essere stato eletto alla carica presidenziale del Paese.

## Biografia
Fondò e diresse parecchi giornali e condusse campagne contro la corruzione e il malgoverno. Esponente dell'opposizione durante il governo del presidente Washington Luís Pereira de Sousa (1926-1930), appoggiò il golpe di Getúlio Vargas nel 1930. Deputato per il Partito Social Progressista (1934-1937), esulò in Argentina dopo il golpe autoritario di Vargas (1937), ma nel 1939 si riavvicinò al dittatore.
Di nuovo all'opposizione contro il presidente Eurico Gaspar Dutra (1946-1951), fu eletto vicepresidente con Vargas (1951-1954). Dopo il suicidio di Vargas assunse la presidenza, formò un nuovo governo dominato dall'UDN (União Democrática Nacional, di destra) e avviò una politica economica antistatalista e favorevole al capitale straniero.
Dopo la vittoria alle presidenziali del 1955 di Juscelino Kubitschek e João Goulart (di sinistra), si dimise adducendo motivi di salute (8 novembre 1955), per permettere un golpe guidato dai militari e dall'UDN e fu sostituito dal presidente della Camera dei deputati, Carlos Luz. Fallito il golpe per l'opposizione del generale Henrique Lott, ministro della Guerra, Café Filho si dichiarò guarito per tornare al governo, ma il Congresso, che non gli aveva creduto fin dall'inizio, lo dichiarò impedito ed elesse presidente provvisorio il vicepresidente del Senato Federale, Nereu de Oliveira Ramos. Fu membro della Massoneria.